# Santa Brígida de Suècia
Brígida de Suècia (Finsta, Suècia, 3 de juny de 1303 - Roma, 23 de juliol de 1373) va ser una religiosa i mística sueca, fundadora de l'Orde del Santíssim Salvador. Va ser proclamada santa per Bonifaci IX el 1391. El 1999, Joan Pau II la va declarar copatrona d'Europa, juntament amb santa Caterina de Siena i santa Teresa Beneta de la Creu.

## Vida

### Joventut i vida de casada
Brígida nasqué a Finsta, ciutat sueca de la regió d'Uppland, en el si d'una família aristocràtica. Era filla del governador Birgeri, i d'Ingerborg, filla del governador de Gotlàndia oriental.
La primera part de la seva vida va ser la d'una laica casada amb Ulf Gudmarsson: del seu matrimoni van néixer vuit fills, dels quals la segona va ser Caterina de Suècia. Va quedar vídua el 1344.
Juntament amb el seu espòs, el noble Ulf Gudmarsson, havia estudiat les Sagrades Escriptures, va fundar un petit hospital i ajudava els necessitats. Va ser molt apreciada per la seva capacitat pedagògica: el seu servei va ser demanat a la cort d'Estocolm. Finalment, va fer el pelegrinatge a Santiago de Compostel·la.

### Pelegrinatges
Després de la mort del seu marit, Brígida va marxar del seu país nadiu. Deixà Suècia el 1349 i s'establí a Roma. Des d'allí visità altres llocs d'Itàlia, sobretot els que conservaven relíquies de sants, com Milà, Pavia, Assís, Bari, Ortona, Benevento, Arielli, Pozzuoli, Nàpols, Salern, Amalfi, o San Michele Arcangelo a Gargano. L'últim pelegrinatge la portà a Terra Santa, entre els anys 1371 - 1372, on va visitar els llocs en què havia viscut Crist.

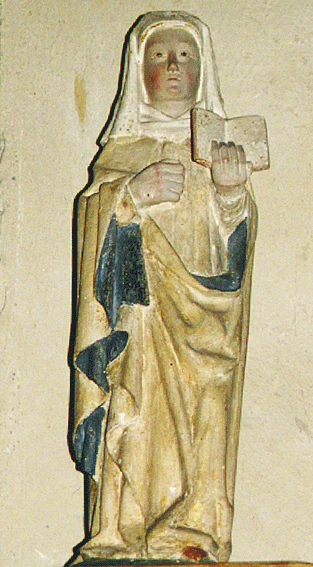
Escultura a l'església de Kungs-Husby
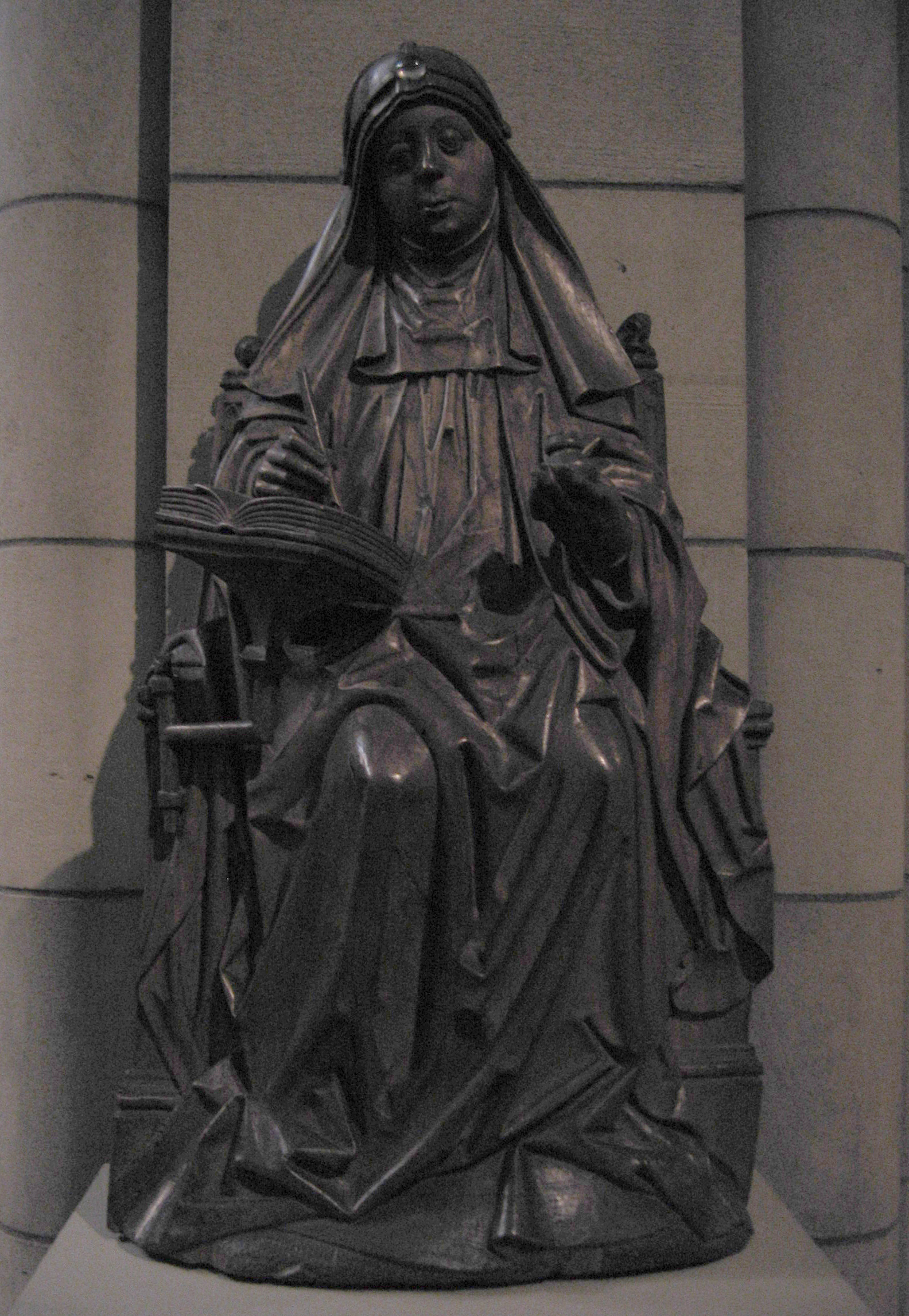
Escultura de fusta, ca. 1470, pel Mestre de Soeterbeeck (Nova York, Metropolitan Museum of Art)
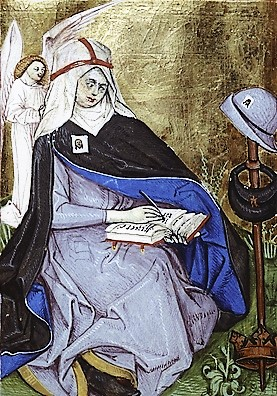
La santa en un breviari del seu orde de 1476
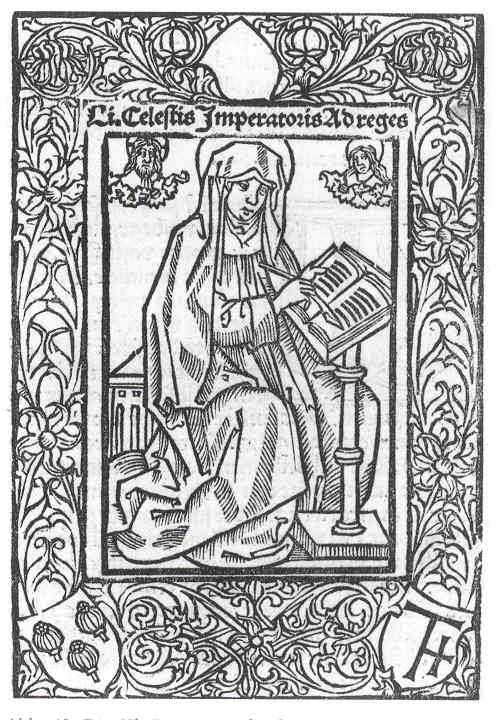
Gravat xilogràfic imprès en un llibre de 1496

## Personalitat
Brígida va revelar el que, al seu parer, era el projecte que Déu tenia per a la humanitat i per als papes, en forma de profecies. També va advertir seriosament sobre els vicis del moment i sobre la necessitat d'una reforma moral i espiritual al cristianisme.
Sostenia que estava en contacte permanent amb Crist, que se li apareixia en visions i amb qui parlava. D'una d'aquestes visites van sorgir les oracions de Santa Brígida, molt populars des de llavors.

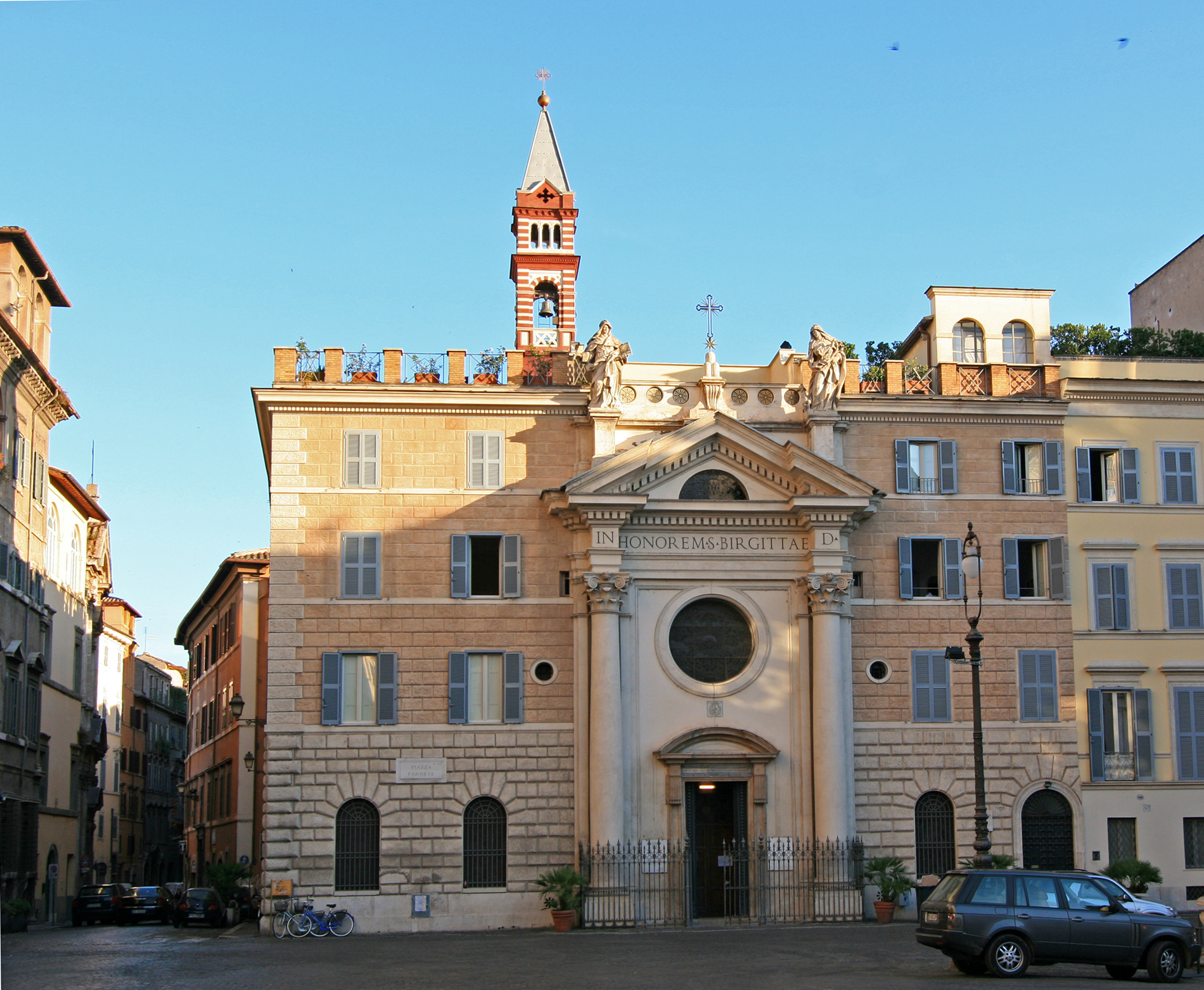
Santa Brigida a Campo de'Fiori (Roma), església i convent, on la santa va viure i va morir
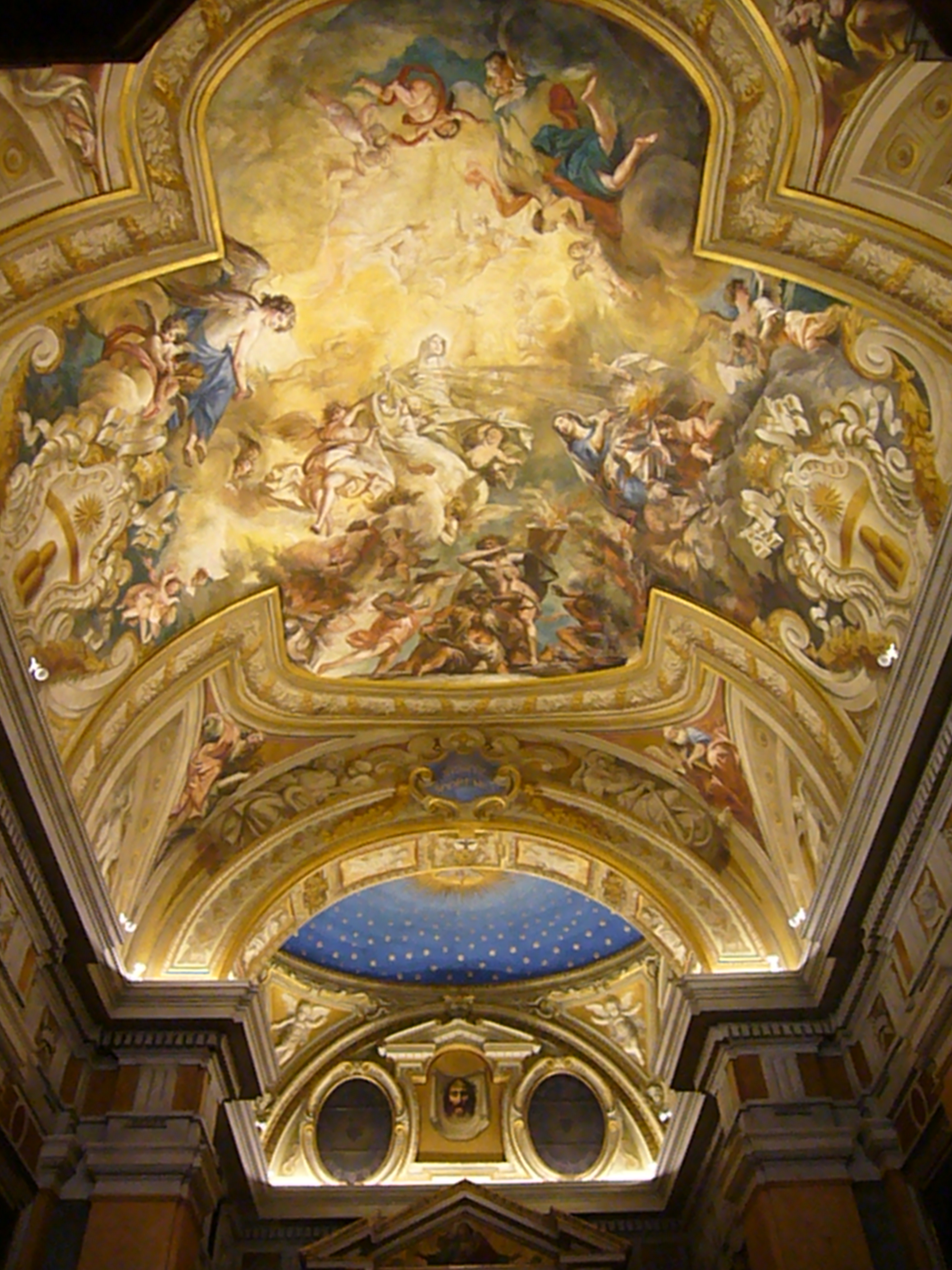
Fresc de la volta de S. Birgitta (Roma), de Biagio Puccini, s. XVIII
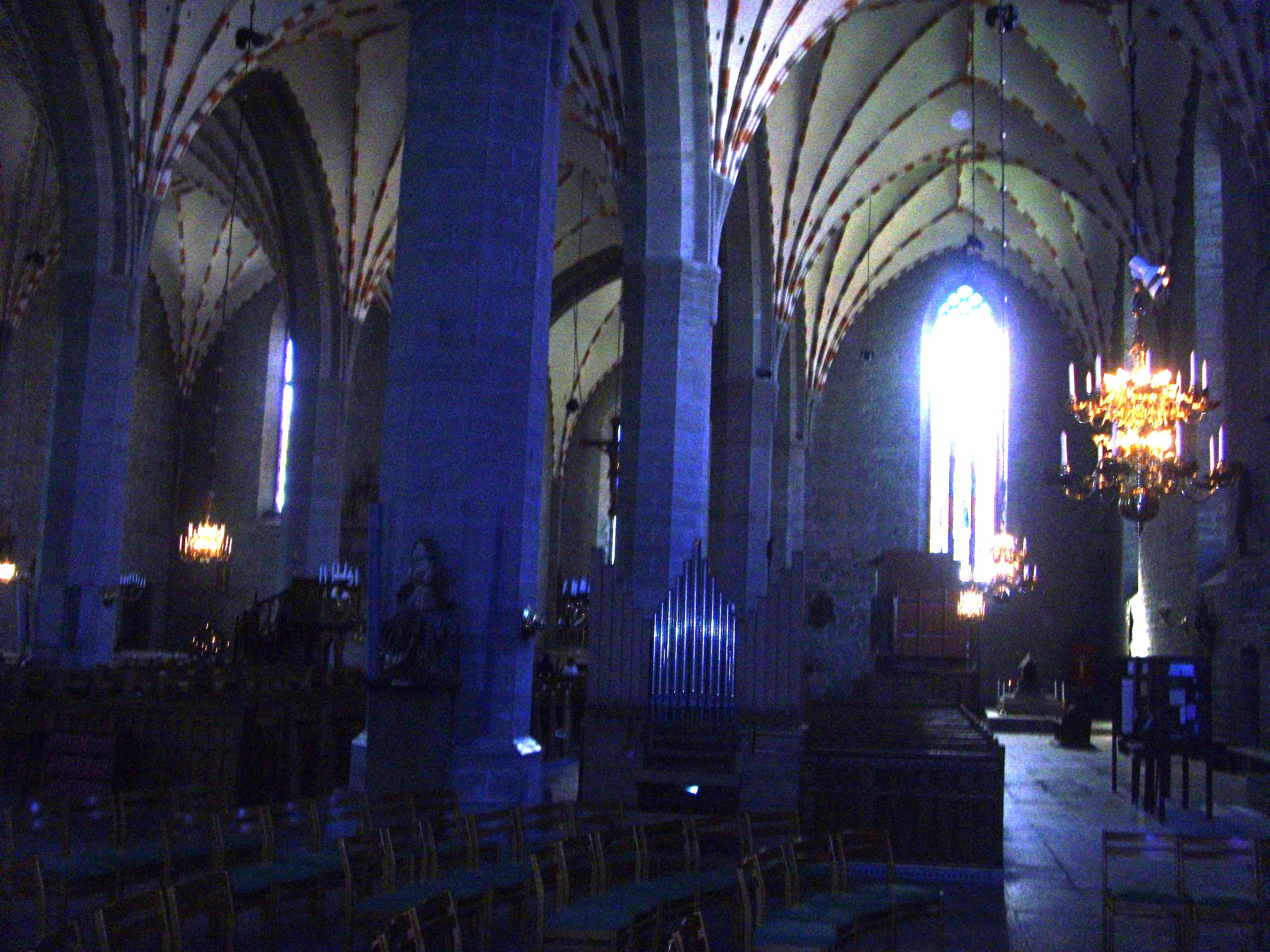
Interior del monestir de Valdstena
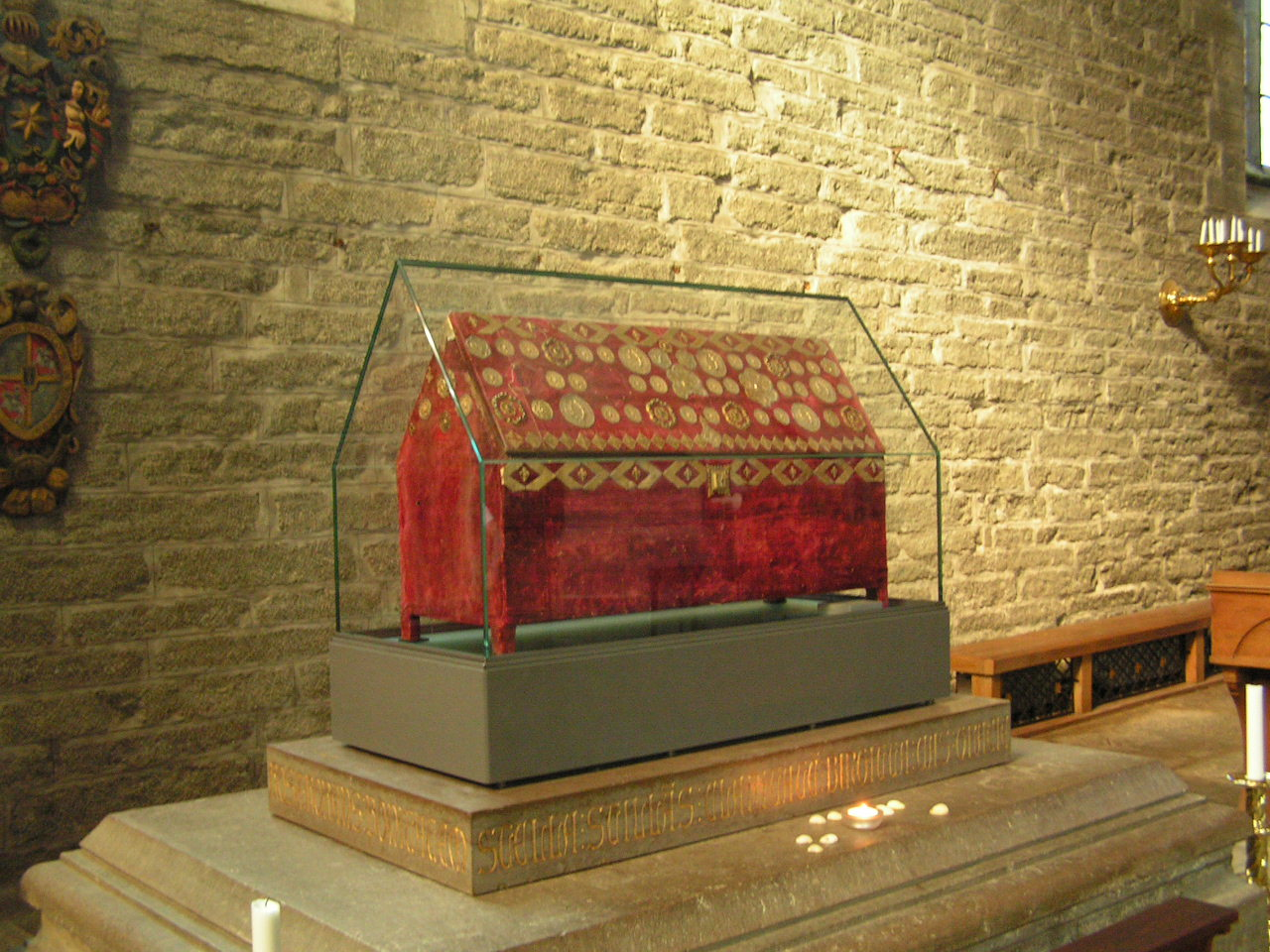
Sepulcre de la santa a Valdstena
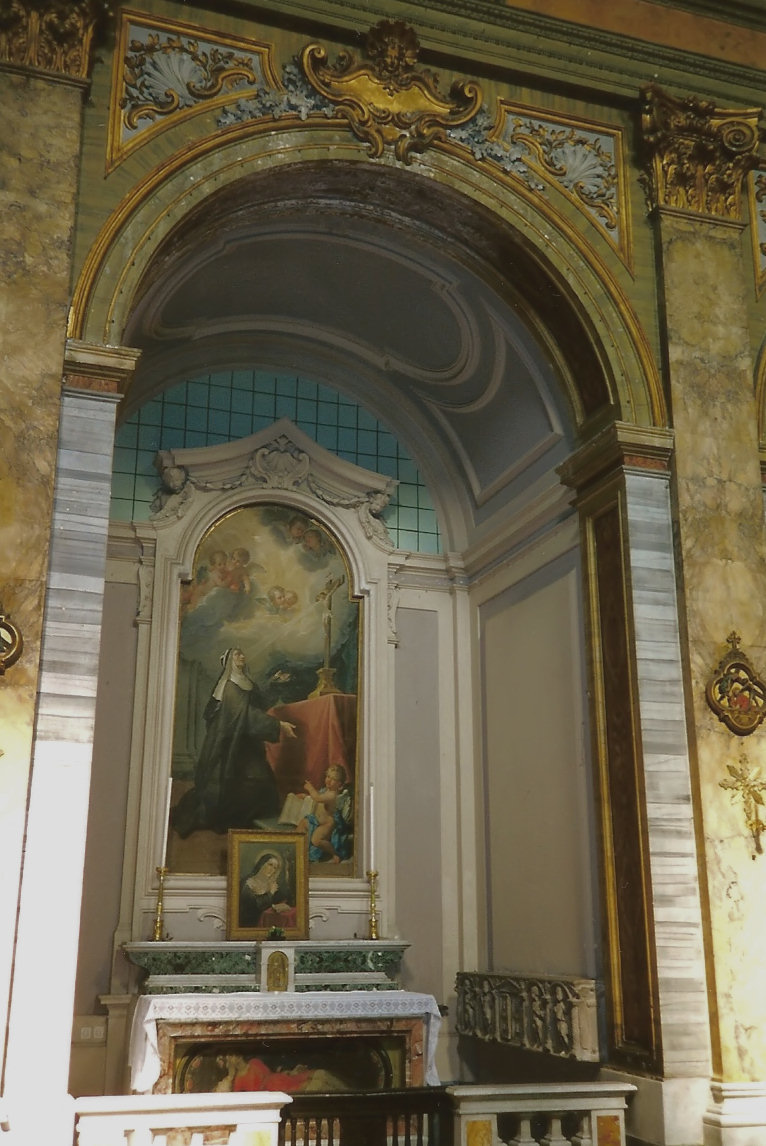
Capella a San Lorenzo in Panisperma, on va ser enterrada en 1391